# سیارک ۱۴۶۹۹
سیارک ۱۴۶۹۹ (به انگلیسی: 14699 Klarasmi، نامگذاری:2000AV239) چهارده هزار و ششصد و نود و نهمین سیارک کشف شده‌است که در ۶ ژانویه ۲۰۰۰ کشف شد.
قدر مطلق سیارک برابر ۳۸.۹ است.